# مرج الحمام
مرج الحمام، إحدى ضواحي مدينة عمان عاصمة الأردن. يتبع إداريًا للواء وادي السير.  تقع في الجنوب الغربي من وسط عمَّان، بمحاذاة الطريق الدّولي المؤدي إلى جنوب وغرب المملكة الأردنية وهي الممر المؤدي إلى مطار الملكة علياء الدولي ويمر بها طريق السلام المؤدي إلى الأغوار وفلسطين. شهدت في السنوات الأخيرة تزايدًا ونموًا كبيرًا في السّكان بعد حرب حزيران وبعد حربي الخليج. قد انضمت حديثًا إلى أمانة عمان الكبرى، تتميز مرج الحمام بامتداد مساحتها الجغرافية حيث تمتد حدودها من طريق المطار إلى الشونة.

## تاريخها
كانت مرج الحمام إلى ما قبل الستينات من القرن السابق عبارة عن أراض زراعية تمتلكها عائلات شركسية من ناعور ووادي السير وعائلات من عشيرة المناصير من قبيلة بني عبّاد التي تسكن في قرية أم عبهرة. وعائلات من عشيرة الرمامنه وقد استقطبت المنطقة مئات العائلات من عشائر مختلفة من خلال الاٍسكانات العديدة التي تمت إقامتها في المنطقة مثل إسكان التربية وإسكان عالية وإسكان الضباط ومن خلال عشرات المئات من العمارات والشقق السكنية الخاصة التي أقامتها شركات تجارية مختلفة. كما تدفقت إليها آلاف العائلات من فلسطين والعراق إثر حرب حزيران 1967م وإثر احتلال العراق للكويت ووبعد الاحتلال الأمريكي للعراق.
تبلغ مساحة منطقة مرج الحمام نحو 58 كم2 ويقطنها 55 ألف نسمة، حيث انضمت إلى جانب كل من منطقتي ناعور وحسبان الجديدة وأم البساتين إلى حدود أمانة عمان منتصف نيسان الماضي.

## مناخها
تتميز منطقة مرج الحمام بطقسٍ ضبابيٍّ أثناء الشتاء؛ بسبب الغيوم الملامسة لسطح الأرض وأجواء مائلة للبرودة، تلامس الصفر المئوي في بعض الأوقات من السنة، لأنها ترتفع عن مستوى سطح البحر بما يقارب الألف متر.
وأما في الصيف، فتتميز منطقة مرج الحمام بحرارتها المعتدلة، وقد تسجّل أحيانًا درجات حرارة مرتفعة تتجاوز 40 مئوية.

## أهم الاماكن
توجد الكثير من الاماكن المهمة في مرج الحمام ومنها:
دوار الدلة : ويعد دور الدلة مركزا لمنطقة مرج الحمام لكونه أشهر الاماكن فيها .
كما تضم المنطقة ثلاث مدارس حكومية بين أساسية وثانوية و هم مدرسة عائشة الثانوية للإناث ومدرسة مرج الحمام الثانوية للذكور وثانوية صناعية للذكور كما تضم مدرسة فاطمة الزهراء للإناث التابعة للثقافة العسكرية إلى جانب العديد من المدارس الخاصة ؛ يوجد في منطقة مرج الحمام مركز صحي تابع لوزارة الصحة ومكتب للبريد الأردني ومكتب تابع لشركة المياه، كما تم إنشاء حديقة عامة تابعة لأمانة عمان الكبرى في المنطقة تضم مرافق للأطفال ومركز تكنولوجيا معلومات وإتصال مع المجتمع المحلي تقع بالقرب من مركز الاتصالات الأردنية